# Ciclismo nos Jogos Olímpicos de Verão de 1920
O ciclismo nos Jogos Olímpicos de Verão de 1920 foi realizado em Antuérpia, na Bélgica, com dois eventos de pista e quatro de estrada, todos masculinos. A prova de 50 km em estrada foi disputada pela primeira vez em Olimpíadas.

## Eventos do ciclismo
Masculino: Individual contra o relógio | Equipes contra o relógio | Velocidade | 50 km | Tandem | Perseguição por equipes

## Individual contra o relógio masculino
| Pos. | País                | Atletas            |
| ---- | ------------------- | ------------------ |
|      | Suécia (SWE)        | Harry Stenqvist    |
|      | África do Sul (RSA) | Henry Kaltenbrun   |
|      | França (FRA)        | Fernand Canteloube |

## Equipes contra o relógio masculino
| Pos. | País          | Atletas                                                               |
| ---- | ------------- | --------------------------------------------------------------------- |
|      | França (FRA)  | Achille Souchard Fernand Canteloube Georges Detreille Marcel Gobillot |
|      | Suécia (SWE)  | Harry Stenqvist Sigfrid Lundberg Ragnar Malm Axel Persson             |
|      | Bélgica (BEL) | Albert Wyckmans Albert De Bunné Jean Janssens André Vercruysse        |

## Velocidade individual masculino
| Pos. | País                | Atletas         |
| ---- | ------------------- | --------------- |
|      | Países Baixos (NED) | Maurice Peeters |
|      | Grã-Bretanha (GBR)  | Tiny Johnson    |
|      | Grã-Bretanha (GBR)  | Harry Ryan      |

## 50 km masculino
| Pos. | País                | Atletas      |
| ---- | ------------------- | ------------ |
|      | Bélgica (BEL)       | Henry George |
|      | Grã-Bretanha (GBR)  | Cyril Alden  |
|      | Países Baixos (NED) | Piet Ikelaar |

## Tandem masculino
| Pos. | País                | Atletas                     |
| ---- | ------------------- | --------------------------- |
|      | Grã-Bretanha (GBR)  | Tommy Lance Harry Ryan      |
|      | África do Sul (RSA) | William Smith James Walker  |
|      | Países Baixos (NED) | Frans de Vreng Piet Ikelaar |

## Perseguição por equipes masculino
| Pos. | País                | Atletas                                                        |
| ---- | ------------------- | -------------------------------------------------------------- |
|      | Itália (ITA)        | Primo Magnani Arnaldo Carli Ruggerio Ferrario Franco Giorgetti |
|      | Grã-Bretanha (GBR)  | Albert White Cyril Alden Tiny Johnson Jock Stewart             |
|      | África do Sul (RSA) | James Walker Sammy Goosen Henry Kaltenbrun William Smith       |

## Quadro de medalhas do ciclismo
| Ordem | País              | Medalha de ouro | Medalha de prata | Medalha de bronze | Total |
| ----- | ----------------- | --------------- | ---------------- | ----------------- | ----- |
| 1     | GBR Grã-Bretanha  | 1               | 3                | 1                 | 5     |
| 2     | SWE Suécia        | 1               | 1                | 0                 | 2     |
| 3     | NED Países Baixos | 1               | 0                | 2                 | 3     |
| 4     | BEL Bélgica       | 1               | 0                | 1                 | 2     |
| 4     | FRA França        | 1               | 0                | 1                 | 2     |
| 6     | ITA Itália        | 1               | 0                | 0                 | 1     |
| 7     | RSA África do Sul | 0               | 2                | 1                 | 3     |